# Jan Bunje
Jan Bunje (* 1968 in Hamburg) ist ein deutscher Architekt.

## Werdegang
Jan Bunje interessierte sich als Sohn der Architekten Helmut und Traute Bunje schon in der frühen Kindheit für Architektur und Design. Nach dem Abitur in Hamburg folgte das Architekturstudium an der Technischen Hochschule Braunschweig. Seine prägendsten Lehrer waren dort Meinhard von Gerkan und Helmut C. Schulitz. Während des Studiums praktizierte er in verschiedenen Hamburger Architekturbüros, unter anderem bei gmp Architekten von Gerkan, Marg und Partner. 
1998 erwarb Bunje sein Diplom bei Helmut C. Schulitz. In den folgenden Jahren war er als Dipl.-Ing. Architekt in den Architekturbüros Schulitz Architekten in Braunschweig sowie in München bei Thomas Herzog, Ackermann Architekten und ATP Architekten Ingenieure tätig. Neben zahlreichen Wettbewerbsbeiträgen und realisierten Projekten war er unter anderem für das Symbolbauwerk EXPO-Dach zur Weltausstellung Hannover 2000 und das Aerodynamische Versuchszentrum für BMW in München verantwortlich. In den Jahren 2010 bis 2014 hatte Jan Bunje ein Architekturbüro in München. Seit 2014 ist er als Architekt bei der AUDI AG tätig.

## Werk
Zu Bunjes architektonischem Hauptwerk zählt das 2012 fertiggestellte Gebäude HQ2, Neubau Hauptverwaltung BFFT GmbH. Die Projekte HQ2 und Produktionshalle Karl Glock GmbH wurden in die „Architektouren“ der Bayerischen Architektenkammer aufgenommen.

## Projekte und Bauten (Auswahl)

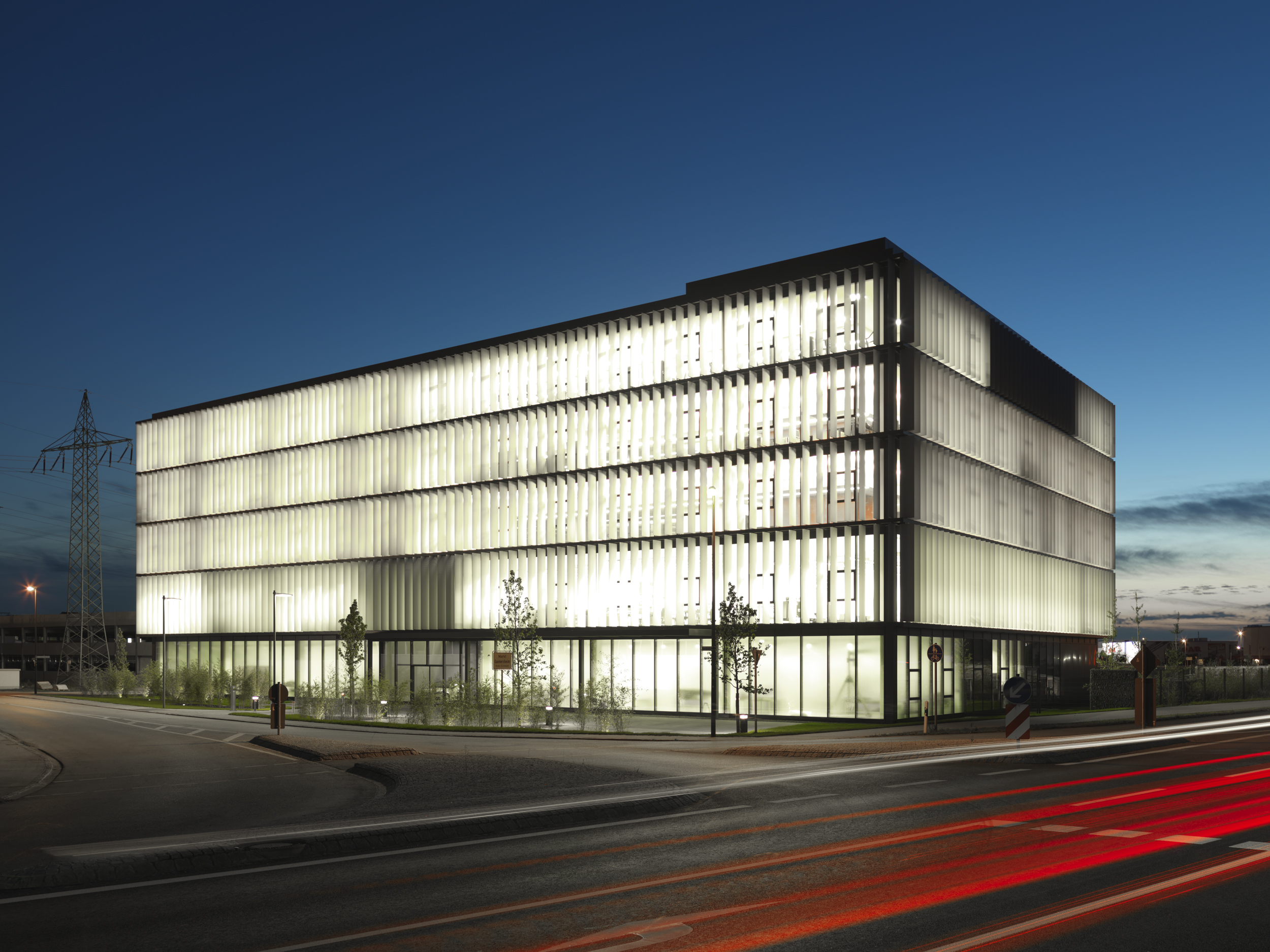
HQ2, Neubau Hauptverwaltung BFFT GmbH

- „Shift Car“, Design für ein modulares Fahrzeugkonzept, Internationaler Pininfarina Design Wettbewerb, 1987
- EXPO-Dach, Symbolbauwerk zur Weltausstellung EXPO 2000, Hannover, 2000 (im Büro Herzog und Partner)[4]
- Wohnungsbau GEWOFAG, München Messestadt Riem, 2004 (im Büro Ackermann Architekten)[13]
- Aerodynamisches Versuchszentrum BMW, München, 2008 (im Büro Ackermann Architekten)[13]
- HQ2, Neubau Hauptverwaltung BFFT GmbH, Gaimersheim, 2012
- Neubau Hauptverwaltung PSW, Gaimersheim, 2013
- Produktionshalle Karl Glock GmbH, Donauwörth, 2013
- Neue Mitte Asbach-Bäumenheim, 2013